# Arturo García Muñoz
Arturo García Muñoz, més conegut com a Arzu (Dos Hermanas, 8 de març de 1981) és un exfutbolista andalús, que ocupava la posició de migcampista, encara que també podia actuar de defensa. Ha estat internacional en categories inferiors amb la selecció espanyola.

## Trajectòria
Sorgeix del planter del Reial Betis, militant pels diversos equips fins a debutar al primer plantar la temporada 00/01, temporada que el Betis pujaria a primera divisió. La temporada 01/02 és cedit al Córdoba CF, on roman una campanya abans de retornar a Sevilla.
De nou al conjunt bètic, Arzu es fa amb un lloc titular. Va debutar a la primera divisió l'any 2002 davant el Deportivo de la Coruña marcant un dels 4 gols que va marcar el seu equip. El Reial Betis va guanyar 2-4 en un gran partit del conjunt sevillà. Assunçao va marcar un gol de falta i va tirar 3 vegades al pal.
Al llarg de les 8 temporades següents, el migcampista no ha acabat de consolidar-se en l'onze inicial: si bé és un jugador amplament utilitzat, alterna perïodes més irregulars, com ara els només 16 partits disputats la temporada 06/07.
Amb el Real Betis va guanyar la Copa del Rei del 2005. També ha jugat competicions europees.